# Machimus johnsoni
Machimus johnsoni là một loài ruồi trong họ Asilidae. Machimus johnsoni được Hine miêu tả năm 1909.